# Muhlenbergia frondosa
Muhlenbergia frondosa là một loài thực vật có hoa trong họ Hòa thảo. Loài này được (Poir.) Fernald mô tả khoa học đầu tiên năm 1943.